# Думанський Євген Іванович
Євген Іванович Думанський (нар. 16 квітня 1935, Станіслав — 16 травня 2001, Івано-Франківськ) — радянський футболіст, що грав на позиції нападника та півзахисника. Відомий за виступами в команді класу «Б» «Спартак» зі Станіслава. Переможець зонального турніру класу «Б» 1957 року, чвертьфіналіст Кубку СРСР 1957 року.

## Клубна кар'єра
Народився Євген Думанський у Станіславі, де й почав грати у футбол. У 1953 році Євген Думанський грав за дублюючий склад команди вищої ліги СРСР «Локомотив» з Харкова. Наступного року повернувся до рідного міста, де грав за аматорський клуб «Спартак». У 1955—1956 роках проходив армійську службу у складі команди класу «Б» ОБО зі Львова. У 1957 році Євген Думанський повернувся до «Спартака», який з минулого року грав у класі майстрів групи «Б». У складі станіславської команди Євген Думанський грав разом із братом Мирославом, з яким разом вели гру команди в середині поля. 1957 році брати Думанські разом із «Спартаком» виграють зональний турнір класу «Б», після чого прикарпатська команда займає друге місце у фінальному турнірі за право виходу до вищої ліги СРСР, а також виходить до 1/4 фіналу Кубка СРСР, де поступається московському «Спартаку». Надалі Євген Думанський грав у складі «Спартака» до 1965 року, зіграв у його складі понад 250 матчів лише в чемпіонатах СРСР. Після закінчення виступів у команді майстрів нетривалий час грав у складі аматорської команди «Автомобіліст» з Івано-Франківська, після чого остаточно завершив виступи на футбольних полях. Помер Євген Думанський у 2001 році в Івано-Франківську.

## Особисте життя
Рідним братом Євгена Думанського був Мирослав Думанський, який кілька років грав разом із братом у складі «Спартака», а також грав у складі донецького «Шахтаря» у вищій лізі СРСР.